# Балтамахи
Балтамахи (дарг. Балтамахьи) — село в Сергокалинском районе Дагестана.
Входит в состав Кичи-Гамринской сельской администрации (включает села: Кичи-Гамри, село Балтамахи, село Качкилик).

## География
Село расположено в 33 км к юго-востоку от районного центра — села Сергокала.

## Население
| 1926 | 1939 | 1970 | 1989 | 2002 | 2010 | 2021 |
| ---- | ---- | ---- | ---- | ---- | ---- | ---- |
| 198  | ↘165 | ↗354 | ↘337 | ↗495 | ↘398 | ↗493 |